# Брагин, Ахать Хафизович
Аха́т Хафизович Бра́гин (тат. Əхәт Хафиз улы Брагин, укр. Ахать Хафізович Брагін), также известный как Александр Сергеевич Брагин; 26 февраля 1953, Сталино — 15 октября 1995, Донецк) — украинский предприниматель и криминальный авторитет, известный под прозвищем Алик Грек (укр. Алік Грек). Президент футбольного клуба «Шахтёр» в 1994—1995 годах, стоял у истоков создания крупнейшей на Украине финансово-промышленной группы, ставшей после его смерти основной частью бизнес-конгломерата Рината Ахметова. Погиб в результате взрыва на стадионе «Шахтёр».

## Ранние годы
Ахать Хафизович Брагин родился 26 февраля 1953 года в татарской семье на окраине Сталино вблизи аэропорта, в Октябрьском посёлке Куйбышевского района. В детстве и юности играл в футбол, увлекался боксом. Носил прозвище «Алик Грек». В ряде документов упоминался как Александр Сергеевич: смена имени и отчества отчасти была обусловлена необходимостью претендовать на руководящую должность.
В молодости Ахать был условно осуждён за кражу голубей: согласно официальным данным, он залез в чужую голубятню и был пойман там с поличным. 24 ноября 1971 года Куйбышевский районный суд приговорил его к лишению свободы условно с испытательным сроком в два года, освободив его из-под стражи в зале суда. Также известно, что 17 февраля 1974 года Ахать с братьями избили несовершеннолетнего, однако возбуждённое по факту избиения дело было вскоре прекращено, поскольку тяжких последствий для потерпевшей стороны не наступило.
Свою трудовую деятельность Брагин начал с работы мясником на рынке около шахты «Октябрьская». В годы Перестройки Брагин занялся легализованным в те годы предпринимательством и собрал группу единомышленников, куда также входили Рябин, Морозов, Богданов, занимался операциями на валютном рынке и рынке игр. Благодаря помощи Шамиля Иванкова устроился работать директором в донецкий магазин № 41, экспедитором которого работал Ахметов. Эта торговая точка входила в структуру донецкой оптово-розничной торговой базы «Укртекстильторг», которой руководил Шамиль Иванков. Позже одноимённая компания перешла в руки Брагина.
Согласно свидетелям тех лет, на базе Иванкова продавалось много дефицитных товаров, где Брагин и Ахметов организовали свой почти легальный бизнес: хотя формально дефицитный товар шёл с базы по накладным в магазин № 41, фактически местный теневой делец Белецкий по вдвое завышенным ценам направлял большую часть товаров на рынки Донецка и области. После того, как милиция арестовала водителя-экспедитора и он выдал всех инициаторов подобной схемы, Брагин пропал на полгода. До начала 1990-х никакого легального бизнеса формально у людей Брагина не было, и они промышляли рэкетом, не выделяясь от других зарождавшихся тогда группировок. Какое-то время Брагин работал в мясном отделе гастронома в Админпосёлке, и в его отношении было возбуждено дело по подозрению в спекуляции, поскольку мясо из магазина, минуя прилавок, продавалось по завышенным ценам. Доказать причастность Брагина к спекуляциям не удалось, и дело в 1991 году было закрыто

## Бизнес
Позже Брагин и его коллеги стали инвестировать капитал, полученный от торговли валютой и азартных игр, в разные фирмы, закупая на Западе компьютеры и видеомагнитофоны и открывая видеосалоны и магазины с аппаратурой. Брагину принадлежал ряд организаций, в которых он выступал соучредителем. В частности, он вместе с Евгением Щербанем и Ринатом Ахметовым учредил компанию по реализации нефтепродуктов «Гефест», Индустриальный союз Донбасса (учредитель наряду с Щербанем, Ахметовым и Александром Момотом) и компанию System Capital Management. Также он был соучредителем фирмы «Лемтранс» и предприятия «АРС», название которого было взято по первым букам имён или прозвищ основателей — «Алик» (Брагин), «Ринат» (Ахмедов), «Самсон» (Богданов). Брагин и Ахметов также контролировали российский бизнес водочной продукции Щербаня.
Занявшись гостиничным бизнесом, Брагин выкупил в Донецке гостиницу «Люкс», выстроенную в конце 1980-е годы специально по случаю приезда Михаила Горбачёва, и направил свои усилия на наращивание капитала, работая совместно с предпринимателем Яношем Кранцем — выходцем из Молдовы, который в 1987 году основал первый в Луганске кооператив по производству товаров народного потребления. По документам именно Кранц был управляющим гостиницы, поскольку именно с ним местные власти заключили договор аренды. Брагин был также учредителем и гендиректором одноимённой фирмы «Люкс» (формально — коммунальное предприятие), которая позже перешла к Ринату Ахметову. Приобретённую им гостиницу, формально принадлежавшую прежде министерству угольной промышленности, он переоборудовал под свою резиденцию, установив там серьёзную систему безопасности. Также он финансировал газету «Донецкие ведомости». Но известность ему принесло ещё и то, что он в 1994 году приобрёл контрольный пакет футбольного клуба «Шахтёр», став его фактическим руководителем.
В 1996 году Сергей Бубка по совету, данному Ахатем Брагиным, создал компанию «Монблан».

## Криминальный мир

### Становление
Связи Брагина с сомнительными личностями восходят к 1980-м годам. Так, в 1986 году в Донецке была арестована банда, причастная к серии убийств и разбойных нападений, которой руководил милиционер Коновалов. Было установлено, что среди знакомых Коновалова был и Брагин, который со своими знакомыми занимался рэкетом в отношении первых легальных кооператоров и «цеховиков», а среди его соратников были Анатолий Рябин («Рябой»), Морозов («Белый») и Богданов («Самсон»), позже занявшиеся легальным бизнесом. В конце 1980-х у людей Брагина появились активы не только в Донецке, но и других городах, а к началу 1990-х в банде появились бывшие спортсмены, работавшие охранниками, карточные шулера, напёрсточники и организаторы лохотронов. Поскольку бизнес-партнёром Брагина долгое время был Кранц, группировку Брагина также стали называть «ОПГ Брагина — Кранца». Согласно Борису Пенчуку и Сергею Кузину, не последнюю роль в финансовом успехе предприятий Брагина и расширении влияния криминальных кругов играл занимавшийся тогда предпринимательской деятельностью Борис Колесников. Поскольку Брагин руководил гостиницей «Люкс», его группировку стали даже называли «Люксовской».
Манеры поведения Брагина в 1990-е годы были схожи с поведением воров в законе: ходили слухи, что его якобы «короновали» представители Солнцевской ОПГ и назначили «смотрящим» в Донецкой области. Но по понятиям «воровского закона» Брагин, у которого не было стольких судимостей, не мог попасть на вершину преступного мира Донецкой области, к тому же многие из «воров в законе» презирали его. До середины 1992 года Брагин и Рябин ещё поддерживали более-менее хорошие контакты с несколькими авторитетами Донбасса — «Культяпый» (Фролов), «Красюк» (Мазуркевич), «Полтава» (Дрибный), «Целка» (Авцин), «Чирик» (Эдуард Брагинский) и другими, но позже эти отношения обострились. По одной из версий, «воры в законе» не простили Брагину предательства «воровской идеи», поскольку тот смешивал «воровские» понятия и беспредел, и именно поэтому в конце 1992 года в Донецке вспыхнула большая криминальная война.
Группировке Брагина приходилось поддерживать отношения как с чтившими воровской закон «старыми» бандами («законниками»), так и с не признававшими его «новыми» группировками («спортсменами»), которые враждовали друг с другом. За счёт урегулирования конфликтов между бандами Брагин также расширял свою долю экономического влияния в городе и заводил знакомства с сотрудниками милиции и местными чиновниками. На случай собственного участия Брагин даже подготовил своих обученных людей, в подготовке и деятельности которых, согласно Борису Пенчуку и Сергею Кузину, участвовал лично Ринат Ахметов, отвечавший в принципе в группировке за решение силовых вопросов и подготовку бойцов банды.
Были также распространены слухи, что Брагин специально провоцировал конфликты между бандами, чтобы и избавиться от серьёзных конкурентов, и облегчить работу милиции в борьбе с захлестнувшими область бандами. Сам при этом он старался не вмешиваться их в борьбу, занимаясь гостиничным делом. Правоохранительные органы Украины считали Ахатя Брагина одним из основателей так называемого «донецкого клана», однако доказать связи Брагина с уголовным миром никому не удавалось.

### Убийство Яноша Кранца
В ходе борьбы за власть в криминальном мире Донецкой области люди Брагина подавили влияние многих группировок — в том числе чеченских, армянских и азербайджанских. На их сторону перешла грузинская банда Гиви Немсадзе, которой доверяли похищения и убийства предпринимателей, представлявших серьёзную угрозу Брагину (позже эта группировка ушла под контроль Ахметова). Также Брагин сумел распространить своё влияние и на руководство Управления МВД по Донецкой области, и на местных властей усилиями других группировок, которые отдавали большую долю в «общак» в обмен на сохранение сферы влияния (так, в частности, поступали Гена Узбек и Миша Косой из «вокзальной» банды). В середине 1992 года Брагин предложил Кранцу, пользовавшемуся поддержкой луганского криминального авторитета Евгения Кушнира, объединиться в финансовом отношении, но получил отказ. Кранц к тому моменту владел несколькими заводами по производству лакокрасочных изделий на Донбассе, долей в уставном фонде Донуглекомбанка, сухогрузом, двумя магазинами и кафе «Червоный кут» на улице Пушкина.
Вскоре между Кранцем и Брагиным вспыхнула ссора по поводу прав на управление гостиницей «Люкс». Янош обвинил Ахатя в том, что тот мошенническими путями присвоил себе гостиницу: соучредителем коммунального предприятия «Люкс» был некий чиновник из исполкома, в связи с чем договор аренды был расторгнут, а объект передали Брагину. Считается, что его фирма перехватила у Евгения Кушнира и Яноша Кранца контракт, принёсший брагинским предприятиям порядка 20 миллионов долларов прибыли. Источники расходятся в оценках, кто мог спровоцировать конфликт — Янош Кранц, подстрекаемый Евгением Кушниром и Анатолием Рябовым, или сам Ахать Брагин. желавший избавиться от конкурентов. Янош попытался остановить дальнейшую экспансию людей Брагина, обратившись за помощью к «ворам в законе», которые ненавидели Брагина. В октябре 1992 года на встрече в кафе «Червоный кут» он затеял ссору, в ходе которой Кранц избил Брагина, и последствия не заставили себя долго ждать. 10 ноября 1992 года в 17:50 Кранц вышел из своего офиса, находившегося в доме 4 по улице Овнатаняна, вместе со знакомым художником, картины которого украшали холл компании Кранца. Оба вышли за угол к служебной машине, когда по ним открыли огонь. Один из киллеров повалил художника на землю, в то время как Кранца расстреляли на глазах сотрудников «Донецкстройтранса» и «Кранцколорита». Нападавших было двое, оба скрылись на белых «жигулях» в 150 м от места преступления. По делу об убийстве Кранца было допрошено около 350 человек, но, несмотря на заявления о возможной причастности к убийству Ахатя Брагина или Рината Ахметова, организаторов или исполнителей преступления официально так и не установили.
После гибели Кранца Брагин прекратил контакты с «луганскими» и стал единовластным теневым лидером Донбасса. Криминальные структуры региона стали консолидироваться вокруг Брагина и «Люкса»: среди его союзников оказались такие авторитеты, как Мартиросян, Антипенко, Морозов, Ханча и Щербина. В то же время стал формироваться так называемый «еврейско-кавказский клан», пользовавшийся поддержкой «воров в законе». Кушнир, возглавивший «луганскую» группировку после гибели Кранца, развязал против лояльных Брагину группировок тайную войну, начав стравливать их друг с другом. В ходе последующих разборок было убито немало коммерсантов и предпринимателей разного уровня, занимавшихся как легальным, так и криминальным бизнесом.

### Криминальная война 1992—1993 годов
Фактическое начало криминальной войны иногда отсчитывается не с 10 ноября 1992 года, когда был убит Кранц, а с 6 ноября — в тот день в 18:15 в Калининском районе у подъезда дома 53 на проспекте Дзержинского из пистолета ТТ был застрелен и. о. генерального директора украинско-германского предприятия «Донкавамет» Валерий Гольдин. Его иногда называют первым заказным убийством, совершённым в Донбассе. Согласно одной версии, от Гольдина избавились криминальные группы, поскольку он хотел максимально легализовать рынок металла; согласно другой версии, Гольдин решил воспользоваться услугами Кранца в качестве «крыши», что якобы не простил Алик Грек. Предприятие Гольдина в итоге перешло в руки Брагина и ещё нескольких человек, основавших Индустриальный союз Донбасса.
На самого Алика стали совершаться покушения. Первая попытка покушения датируется мартом 1994 года. 19 марта 1994 года на Брагина было совершено неудачное покушение возле его голубятни в селе Пески Ясиноватского района. Спустя почти два месяца, 8 мая в Донецке кто-то попытался избавиться от Брагина с использованием пяти гранатометов. Это покушение не имело прецедентов на территории СНГ по технике и дерзости исполнения. Сотрудники милиции обнаружили на одной из улиц грузовой автомобиль «ГАЗ-51» с пятью заряженными гранатометами, закрепленными в кузове. Привести оружие в действие должно было самодельное радиоуправляемое устройство, изготовленное из детской игрушки. После первых двух покушений Брагин приобрёл бронированный Mercedes 600.
Некто по прозвищу «Боцман» организовал попытку убийства Брагина, и нанятые им люди расстреляли окна дома «Алика». Летом того же года была уничтожена группировка братьев Долидзе, конкурентов Брагина, а 2 сентября 1994 года был убит криминальный авторитет «Чирик».
30 ноября того же года на бульваре Шахтостроителей прогремела серия взрывов и прозвучали выстрелы: были взорваны несколько автомобилей. Нападавшие (от 8 до 10 человек, по разным данным), скрылись на двух ВАЗ-2106, которые затем бросили в разных частях городах и подожгли. В ходе обыска милиция обнаружила автоматы с запасными и отстрелянными магазинами, гранатомёт РПГ-5, несколько гранат Ф-1 и бронежилетов, а обе машины числились в угоне. Согласно сообщениям «Донецких новостей», финансируемых «Люксом», объектом покушения был «директор одной из известнейших в городе структур», но речь шла не об известном уже Брагине — Александр Кучинский уточнял, что пострадал «некто Ренат». В связи с этим милиция провела обыск в офисе фирмы «Люкс», но ничего компрометирующего на Брагина не обнаружила, а сам Ахать подал в Донецкую областную прокуратуру заявление с требованием дать правовую оценку обыска. 12 декабря в газете «Донецкие новости» прозвучали обвинения в адрес милиции.
15 декабря 1994 года в донецкой газете «Город» вышло интервью начальника УМВД г. Донецка Аркадия Болдовского, озаглавленное «Мафиозные разборки: милиция разбирается». В нём Болдовский заявил, что в Донецке действует несколько мафиозных кланов, самый могущественный из которых возглавляет человек по прозвищу «Алик Грек». Брагин написал в редакцию «Города» письмо, в котором заявил, что его незаслуженно записали в мафиози, оскорбив тем самым честь и достоинство и нанеся удар по его деловой репутации. Следующий номер газеты «Город» вышел с опубликованным письмом Ахатя, а он затем подал в суд на газету, потребовав от Болдавского принесения публичных извинений, а от газеты — публикации опровержения. Брагин выиграл дело, однако вскоре президиум областного суда отправил дело на пересмотр. Позже Болдовский объяснял, что прозвище «Алик Грек» носили в области 27 человек, ранее привлекавшихся к уголовной ответственности.
В июле 1995 года был убит один из основателей фирмы «АРС», авторитет по прозвищу «Самсон».
4 августа 1995 года группа сотрудников МВД и СБУ прибыла в Донецк для проведения обыска в гостинице «Люкс», считавшейся резиденцией Брагина. Самого Брагина экстрадировали в Киев, но после трёх суток содержания в следственном изоляторе отпустили на свободу. В ходе обыска в гостинице были найдены пять карабинов, десяток спортивных и охотничьих ружей, снайперская винтовка с оптическим прицелом, боеприпасы к оружию, около десятка радиостанций и множество бронежилетов.

## Гибель
Вечером 15 октября 1995 года в Донецке на стадионе «Шахтёр» проходил футбольный матч чемпионата Украины между «Шахтёром» и симферопольской «Таврией», начавшийся в 17:00 по местному времени. В 17:03 к служебному входу на гостевую трибуну подъехали два автомобиля Mercedes 600, из которых вышли Ахать Брагин и пятеро охранников, отправившиеся ко входной двери на гостевую трибуну. В тот момент, когда Брагин встал на крыльцо, прогремел мощный взрыв. Брагин погиб на месте, вместе с ним жертвами взрыва стали пятеро его охранников во главе с начальником его личной охраны Виктором Двойных, полковником КГБ в отставке. По сообщениям редакции «Коммерсанта», из находившихся на стадионе 2 тысяч человек никто не пострадал, но при этом серьёзно пострадала официантка буфета, которая была госпитализирована в одну из больниц в критическом состоянии. По другим сообщениям, число жертв взрыва в итоге возросло до восьми человек. Следствие установило, что сработало взрывное устройство, в котором в качестве взрывчатки были использованы пять килограммов пластита (около 11,5 кг тротила). Тело Брагина опознали по часам «Ролекс», которые он носил.
Российский футболист Дмитрий Лоськов должен был встретиться вечером на стадионе с Брагиным, чтобы обсудить свой возможный переход в «Шахтёр». Взрыв прогремел примерно в пяти метрах от того места, где находился Лоськов: футболиста от гибели спасло то, что взрывная волна с сектора пошла на машину Брагина. По свидетельству игравшего в тот вечер за «Шахтёр» Геннадия Поповича, через несколько минут после стартового свистка трибуна стадиона оказалась «вся в огне», и судья немедленно приказал командам уйти в раздевалку, где игрокам сообщили новость о случившемся.
Останки Брагина пронесли в закрытом гробу по улицам посёлка Октябрьский и похоронили на мусульманском кладбище возле «Маяка». На похоронах Брагина присутствовал весь состав «Шахтёра».

## Расследование убийства
Следователи УВД Донецкой области классифицировали смерть Брагина как заказное убийство, которое могло быть результатом разборки криминальных кругов из-за сфер влияния. Для проведения расследования была образована комиссия из сотрудников милиции, Генеральной прокуратуры Украины и СБУ. Следствие пришло к выводу, что организаторами и исполнителями теракта были члены группировки братьев Кушниров (она же банда Кушнира — Рябина) — исполнителем был некто Игорь Филипенко, находившийся неподалёку от VIP-ложи, а рядом с ним нёс службу оперативник Калининского районного отдела милиции, майор Вячеслав Синенко. По версии следователей, именно Синенко провёл его на стадион, прикрыв тем самым доставку взрывного устройства, и помог ему сбежать с места взрыва, выведя его за милицейское оцепление. Для следствия работа была затруднена тем, что большинство фигурантов дела о гибели Ахатя погибли с 1997 по 1998 годы: Филипенко был убит в Донецке в сентябре 1998 года, а в том же году был убит и закладывавший взрывчатку Андрей Акулов. Главари банды также были убиты в ходе криминальных разборок.
В 2002 году были осуждены восемь членов из банды Кушнира — Рябина, которым инкриминировали убийства Евгения Щербаня и Вадима Гетьмана. В то же время из членов банды, которые фигурировали в деле об убийстве Брагина, в живых остались только Вадим Болотских, который признал свою вину и в 2003 году был приговорён к пожизненному лишению свободы, и Вячеслав Синенко. На самого Синенко 5 мая 1998 года было совершено покушение неизвестными лицами, в 1999 году он бежал в Грецию, а в 2002 году был объявлен в розыск. Синенко был задержан 30 марта 2004 года в Афинах и экстрадирован через год на Украину.
Судебные слушания по делу об убийстве Брагина начались 22 февраля 2006 года. Синенко отрицал свою вину, рассказав в суде подробно, где и с кем провёл 15 октября 1995 года, и заявил, что обвинение против него сфальсифицировали по указанию прокурора области Геннадия Васильева. Он утверждал, что организаторами взрыва были люди Рината Ахметова: в частности, некто Рухманов был задержан по указанию Синенко, однако под давлением Васильева он был освобождён, а в адрес Синенко стали поступать угрозы с требованиями прекратить расследования. Суд намеревался вызвать для дачи показаний Ахметова, который в том же году был избран депутатом Верховной Рады, но тот не явился для дачи показаний, сославшись на болезнь. 12 февраля 2007 года Донецкий апелляционный суд признал Синенко виновным и приговорил его к пожизненному лишению свободы с конфискацией имущества, а также обязал его выплатить по 50 тысяч гривен семьям людей, погибших в результате взрыва. Перед оглашением приговора Синенко внесли на руках в зал двое конвоиров. В интервью прессе обвиняемый выразил свою уверенность в том, что его приговорят к пожизненному лишению свободы и могут даже убить в тюрьме, но настоял на том, что не виновен в смерти Брагина и что виновниками его смерти являются Ринат Ахметов и Геннадий Васильев. Адвокат осуждённого Игорь Никитюк на вынесении приговора не присутствовал, поскольку не успел на поезд, но заявил о намерении обжаловать приговор.
4 сентября 2008 года Верховный суд Украины после рассмотрения апелляции принял решение об отмене обвинительного приговора и направил уголовное дело на повторное рассмотрение. 10 декабря 2009 года Синенко был освобождён из следственного изолятора на подписку о невыезде в связи с состоянием здоровья: у подсудимого были парализованы ноги и он не мог самостоятельно ходить. 14 декабря 2010 года Главное управление по расследованию особо важных дел Генпрокуратуры завершило повторное расследование дела Синенко. Оно было направлено в Ворошиловский районный суд Донецка, где 10 февраля 2011 года состоялось первое заседание в рамках повторного рассмотрения. Синенко, настаивавший на своей невиновности, заявил, что в Генпрокуратуре из его дела исчезла папка с грифом «Секретно» с некими важными документами, которые за давностью лет восстановить было уже невозможно. Судья Ворошиловского районного суда Донецка Людмила Ливочка в тот же день постановила отправить дело на дорасследование.
Друг Евгения Щербаня, убитого в 1996 году в результате покушения, в 2010 году утверждал, что к гибели Щербаня и Брагина был причастен олигарх Павел Лазаренко.

## Семья
Дочь Диляра (1985—2009) скончалась от сердечной недостаточности.
Сын Равиль (1989), предприниматель, живёт в Донецке.
Троюродный брат — Рашид Евгеньевич Брагин (род. 28 декабря 1955 года), депутат Донецкого областного совета, сооснователь Партии мусульман Украины. Позже стал председателем мусульманской общины Донецка и членом Духовного управления мусульман ДНР.

## Мнения
Александр Сергеевич действительно был патриотом Донецкой области и очень любил свой город. Он не занимался тем, что решал, кого впустить в область, а кого — нет. Просто люди, которые приходили к нему с плохими намерениями, не имели здесь будущего.
— Ринат Ахметов

## Увековечение памяти
- Имя Ахатя Брагина было присвоено футбольному турниру в Донецке[48] и областной ассоциации любителей голубей[37].
- Единственная мечеть в Донецке «Ахать-Джами» носит имя Ахата Брагина[49][50]

## Комментарии
1. ↑  Двоюродный брат Рашид Евгеньевич Брагин:

Вы, наверное, помните еще, что в советском паспорте была пятая графа, и тогда руководителем каким-нибудь невозможно было стать Джихану Шакировичу — это мой отец. Поэтому он в паспорте значился как Евгений Александрович. Мама у меня Равиля Хасьяновна, вот она так и была записана, потому что работала простым кондитером. А для того, чтобы занять какие-то более или менее начальствующие положения, наверное, приходилось менять имя и отчество. [...] Ахать Брагин не родной мой брат, а троюродный, наши отцы были двоюродными. Все из одного села, в том числе отец Рината Ахметова. Кстати, его отчество — Леонидович, но настоящее имя отца было другим, татарским. Я уже забыл, как на самом деле его звали[10].
2. ↑  Согласно официальной справке, Вячеслав Васильевич Синенко родился 4 июня 1949 года в Донецкой области, работал сотрудником уголовного розыска в Калининском районном отделе милиции Донецка, дослужился до звания майора[40].